# Xexa
Marcelo Minhoto Ferraz de Sampaio ou Xexa (São Paulo, 24 de fevereiro de 1964) é um advogado e handebolista aposentado brasileiro, que atuava como goleiro. Integrou a seleção brasileira em duas olimpíadas.

## Trajetória esportiva
Estudava no Colégio Santa Cruz e jogava futebol, como goleiro, e era sócio do Pinheiros, onde foi convidado para jogar handebol, também no gol, aos 11 anos.
Com 15 anos, foi convocado para a seleção paulista e, dois anos depois, estava na seleção adulta. Em 1987 conquistou a medalha de bronze nos Jogos Pan-Americanos de Indianápolis. Competiu nos Jogos Olímpicos de 1992 em Barcelona. Participou da conquista da medalha de prata nos Jogos Pan-Americanos de 1995 em Mar del Plata e, no ano seguinte, foi aos Jogos Olímpicos de Atlanta, sua última competição pela seleção.
Encerrou a carreira de atleta aos 34 anos no clube que sempre defendeu, o Pinheiros. Formado em direito pela Universidade de São Paulo, segue exercendo a profissão.